# Agrotis corsica
Agrotis corsica là một loài bướm đêm trong họ Noctuidae.